# .to
.to è il dominio di primo livello nazionale assegnato a Tonga.
Il dominio è gestito dalla società californiana Tonga Network Information Center (Tonic).